# Борусів
Бо́русів — село в Україні, у Стрийському районі Львівської області. Населення становить 186 осіб. Орган місцевого самоврядування - Ходорівська міська рада. У селі стоїть цікава дерев'яна церква Різдва Пр. Богородиці 1678.

## Політика

### Парламентські вибори, 2019
На позачергових парламентських виборах 2019 року у селі функціонувала окрема виборча дільниця № 460301, розташована у приміщенні фельдшерсько-акушерського пункту.
Результати
- зареєстровано 123 виборці, явка 83,74%, найбільше голосів віддано за Європейську Солідарність — 21,36%, за Радикальну партію Олега Ляшка — 17,48%, за Громадянську позицію — 13,59%.[2] В одномандатному окрузі найбільше голосів отримав Андрій Кіт (самовисування) — 55,00%, за Андрія Гергерта (Всеукраїнське об'єднання «Свобода») — 20,00%, за Євгенія Гірника (самовисування) — 11,00%[3].